# Conus angasi
Espèce
Statut de conservation UICN

 LC  : Préoccupation mineure
Conus angasi est une espèce de mollusques gastéropodes marins de la famille des Conidae.
Comme toutes les espèces du genre Conus, ces escargots sont prédateurs et venimeux. Ils sont capables de « piquer » les humains et doivent donc être manipulés avec précaution, voire pas du tout.

## Description
La taille de la coquille varie entre 20 mm et 51 mm.

## Distribution
Cette espèce marine est endémique d'Australie et se trouve au large de la Nouvelle-Galles du Sud et du Queensland.

### Niveau de risque d’extinction de l’espèce
Selon l'analyse de l'UICN réalisée en 2011 pour la définition du niveau de risque d'extinction, cette espèce est endémique à l'Australie et est probablement limitée à la côte est entre l'île Fraser et Sydney. Elle a une profondeur de 130-250 m. Il n'y a pas de données de population disponibles pour cette espèce. Elle est considérée comme rare dans son aire de répartition. Il n'y a pas de menaces majeures pour cette espèce et aucune utilisation commerciale. Des changements dans les méthodes de pêche et la réduction des prises accessoires globales dans les pêcheries australiennes ont eu un effet positif sur cette espèce et ont réduit le nombre de prises. Elle est classée comme étant de préoccupation mineure.

## Taxonomie

### Publication originale
L'espèce Conus angasi a été décrite pour la première fois en 1884 par le conchyliologiste britannique George Washington Tryon (1838-1888) dans la publication intitulée « Manual of conchology, structural and systematic, with illustrations of the species »,.

### Synonymes
- Conus (Plicaustraconus) angasi Tryon, 1884 · appellation alternative
- Conus metcalfei Angas, 1877 · non accepté (Invalide : homonyme junior de Conus..)
- Invalide : junior homonym of Conus metcalfii Reeve, 1843; C. angasi is a replacement name
- Plicaustraconus angasi (Tryon, 1884) · non accepté

## Identifiants taxonomiques
Chaque taxon catalogué par les bases de données biologiques et taxonomiques possède un identifiant qui permet d'établir un point de référence. Les identifiants de Conus angasi dans les principales bases sont les suivants :
AFD : Conus_(Plicaustraconus)_angasi - BOLD : 796123 - CoL : XWW8 - GBIF : 5795726 - iNaturalist : 431830 - IRMNG : 10532345 - TAXREF : 94305 - UICN : 192803